# Brumovice u Opavy

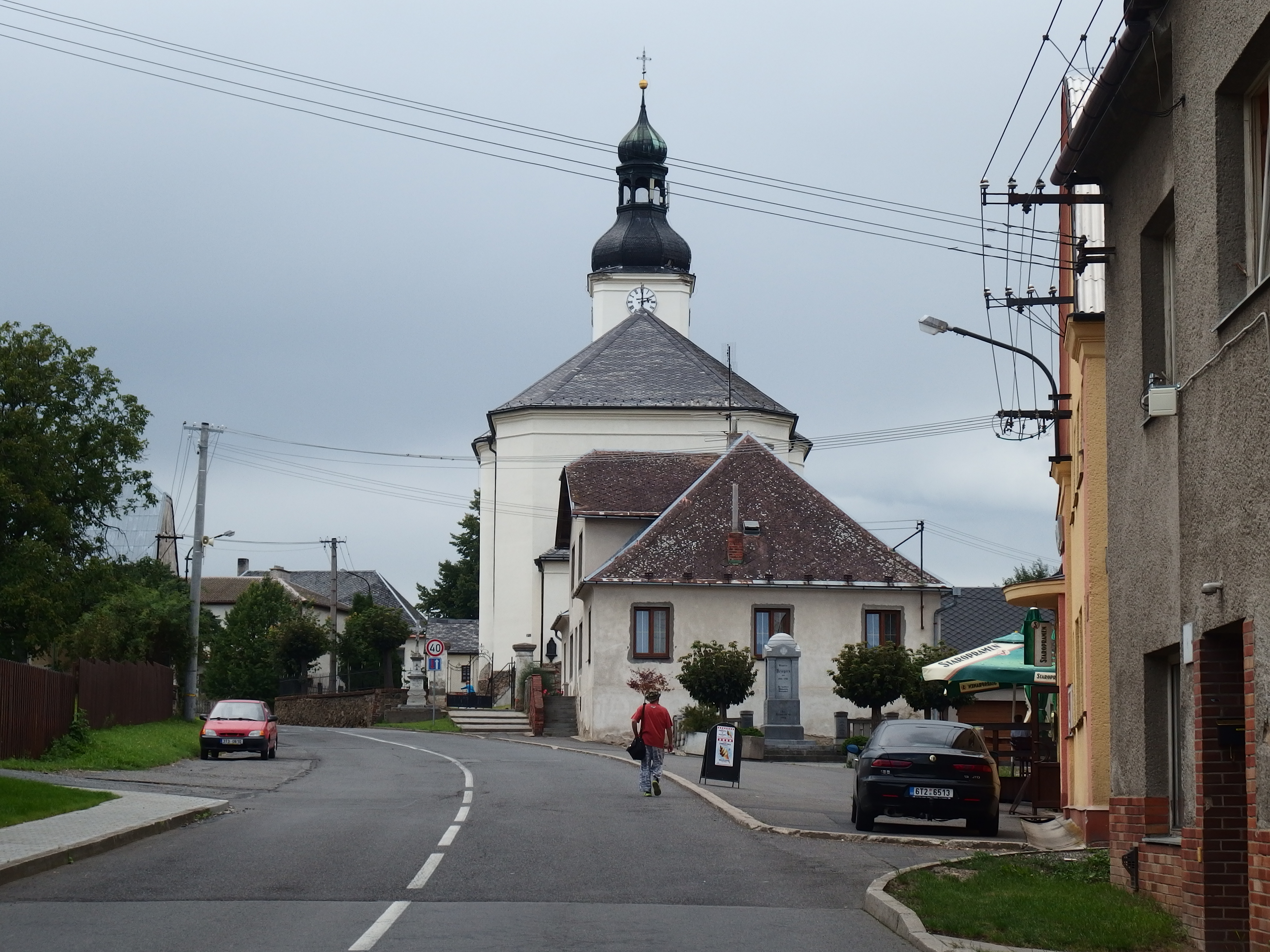
Ortszentrum

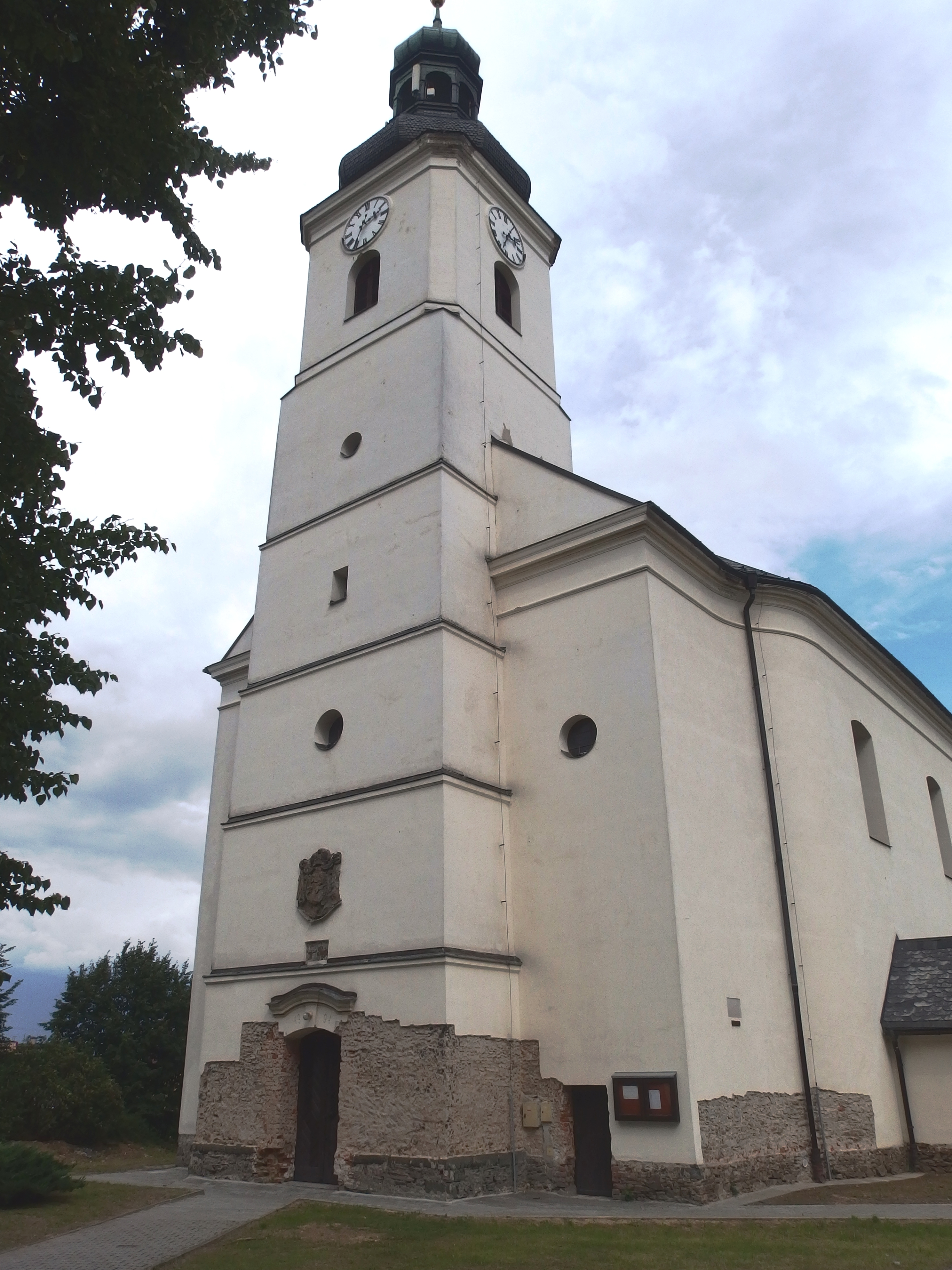
Kirche Mariä Geburt

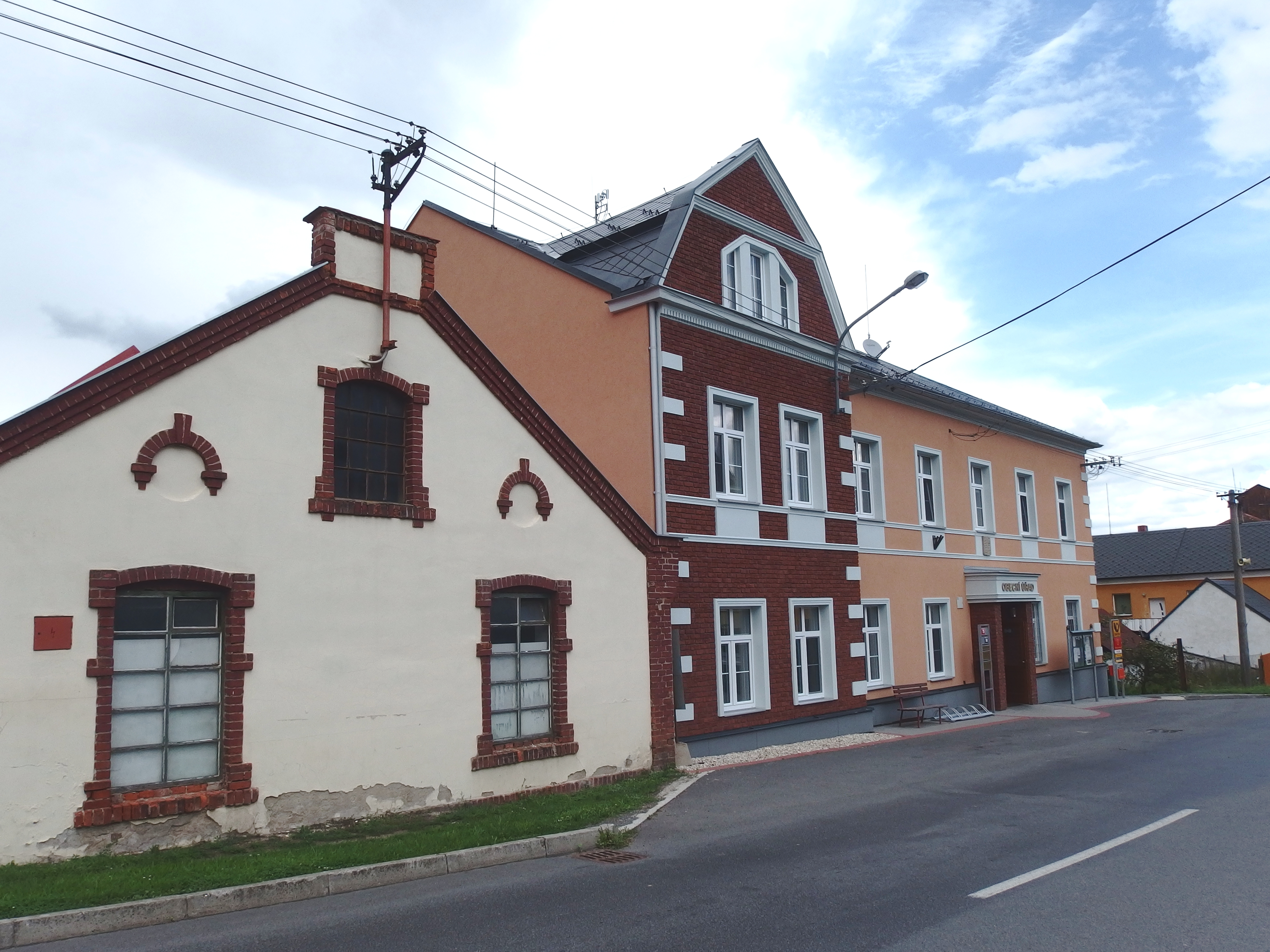
Gemeindeamt

Brumovice (deutsch Braunsdorf, polnisch Brumowice) ist eine Gemeinde in Tschechien. Sie liegt 14 Kilometer nordwestlich von Opava (Troppau) an der Grenze zu Polen und gehört zum Okres Opava.

## Geographie
Brumovice ist als Längsangerdorf angelegt und befindet sich auf einer im Norden von der Čižina (Cziczina) und südlich von der Hořina (Horzina) umflossenen, gegen Osten zum Tal der Opava (Oppa) abfallenden Hochfläche im Leobschützer Lößhügelland (Opavská pahorkatina/Płaskowyż Głubczycki). Nördlich erhebt sich der Benešovský vrch (Beneschofsky, 322 m. n.m.), im Nordosten die Plechowa (Blechberg, 328 m n.p.m.) sowie nordwestlich der Ullrichsberg (422 m. n.m.). Durch den Ort führt die Staatsstraße II/460 zwischen Velké Heraltice (Großherrlitz) und Úvalno (Lobenstein).
Nachbarorte sind Úvalno im Norden, Branice (Branitz) im Nordosten, Pustý Mlýn (Wüstemühl) und Skrochovice (Skrochowitz) im Osten, Holasovice (Kreuzendorf) und Loděnice (Lodenitz) im Südosten, Kamenec (Kamentz), Tábor (Tabor) und Velké Heraltice im Süden, Malé Heraltice (Kleinherrlitz) und Sosnová (Zossen) im Südwesten, Kolná (Jagdhase), Lichnov (Lichten) und Úblo (Aubeln) im Westen sowie Pocheň (Pochmühl) und Býkov (Pickau) im Nordwesten.

## Geschichte
Die erste schriftliche Erwähnung des zur Feste Wartnau gehörigen Dorfes Bronsdorf erfolgte im Jahre 1377 im Zuge der Teilung des Herzogtums Troppau, bei der der Ort dem Herzogtum Jägerndorf zugeordnet wurde. Besitzer der Grundherrschaft war zu dieser Zeit Stephan I. von Holnstein und Wartnau. 1407 wurde Oska von Wartnau – vermutlich Stephans Witwe – als Besitzerin des Herrschaft Wartnau erwähnt. Stephan II. von Holnstein und Cimburg veräußerte 1447 die Feste und das Gut Wartnau mit allem Zubehör an Bernhard Birka von Nassiedel. Im Laufe der Zeit wurde Brunowice mährischsprachig. Während des böhmisch-ungarischen Thronfolgekriegs kämpfte Bernhard Birka auf Seiten des gewählten Königs Ladislaus Jagiello. Nach der Einnahme und Inbrandsetzung von Jägerndorf sowie der Gefangennahme des Herzogs Johann IV. durch die Truppen des Gegenkönigs Matthias Corvinus eroberte das ungarische Heer Ende August 1474 auch die Feste Wartnau und brannte sie nieder. Die Feste wurde nicht wieder aufgebaut, die Wartnauer Güter fielen der Jägerndorfer Kammer zu.
Zum Ende des 15. Jahrhunderts wurden die Herren von Schellenberg Grundherren, mit dem Verkauf des Herzogtums Jägerndorf durch Georg von Schellenberg an Markgraf Georg den Frommen gelangte dieses 1523 an das Haus Hohenzollern. Im Urbar des Herzogtums Jägerndorf von 1523 wurde eine steinerne Kirche erwähnt. Durch den Dreißigjährigen Krieg kam es zu einem Bevölkerungsrückgang. Nach dem Krieg setzte in der Gegend eine starke Rekatholisierung ein. Zudem erfolgte eine Germanisation der Einwohner. Zum Ende des 17. Jahrhunderts war Braunsdorf noch gemischtsprachig, im 18. Jahrhundert wurde es deutschsprachig. Braunsdorf war im 18. Jahrhundert von mehreren schweren Bränden betroffen.
Im Jahre 1835 bestand das Dorf Braunsdorf bzw. Brunowitz aus 165 Häusern, darunter 60 teilweise aus Stein erbauten Bauernhöfen, einer steinernen Pfarrkirche, einem Pfarrhaus und einer Schule. Von den 1109 Einwohnern waren 60 Bauern sowie 103 Häusler und Gärtner. Die Bevölkerung war durchweg katholisch und sprach eine deutsche Gebirgsmundart des angrenzenden Gesenkes. Braunsdorf war Pfarrort für Aubeln, Jagdhase, Pochmühl und Wüstemühl. Der Grundbesitz der Pfarrei Braunsdorf umfasste neben einer ganzen Hube in Braunsdorf noch eine Wirtschaft in Lichten, außerdem flossen der Pfarrei der Korn- und Haferzehnt der Gemeinden Braunsdorf, Aubeln, Lichten und Zossen zu. Haupterwerbsquellen waren der Acker- und Obstbau sowie die Pferdezucht. 2134 Joch der Gemarkung waren fruchtbares Ackerland, danach folgte ein Anteil von 534 Joch sumpfiges Wiesen- und Weideland. Bis zur Mitte des 19. Jahrhunderts blieb Braunsdorf der Kameralherrschaft Jägerndorf untertänig. 
Nach der Aufhebung der Patrimonialherrschaften bildete Braunsdorf mit dem Ortsteil Wüstemühl ab 1849 eine Gemeinde im Gerichtsbezirk Jägerndorf. Ab 1869 gehörte Braunsdorf zum Bezirk Jägerndorf. Zu dieser Zeit hatte das Dorf 1089 Einwohner und bestand aus 165 Häusern. 1898 wurde ein neues Schulhaus eingeweiht. Im Jahre 1900 lebten in Braunsdorf 1334 Personen, 1910 waren es 1272. Beim Zensus von 1921 lebten in den 213 Häusern der Gemeinde Braunsdorf/Brumovice 1375 Personen, darunter 1308 Deutsche und neun Tschechen. Braunsdorf hatte 1313 Einwohner, in Wüstemühl lebten 62 Personen. 1929 wurde eine tschechische Schule eröffnet, die zunächst von 13 Kindern besucht wurde. Im Laufe des Jahres erhöhte sich die Schülerzahl auf 27, die zumeist das gemischtsprachigen Familien stammten.
Im Jahre 1930 bestand die Gemeinde Braunsdorf aus 260 Häusern und hatte 1503 Einwohner; 1939 waren es 1559. Nach dem Münchner Abkommen wurde die Gemeinde 1938 dem Deutschen Reich zugesprochen und gehörte bis 1945 zum Landkreis Jägerndorf. Nach dem Ende des Zweiten Weltkrieges kam die Gemeinde zur Tschechoslowakei zurück, die deutschsprachige Bevölkerung wurde größtenteils vertrieben. Im Jahre 1950 hatte das Dorf 811 Einwohner. 1961 wurde die Gemeinde in den Okres Opava umgegliedert. 1963 erfolgte die Eingemeindung von Skrochovice und Úblo. Im Jahre 1970 hatte das Dorf Brumovice 696 Einwohner. Beim Zensus von 2011 lebten in den 430 Häusern der Gemeinde 1429 Personen, davon 856 in Brumovice (244 Häuser), 304 in Skrochovice (104 Häuser), 168 in Úblo (43 Häuser), 75 in Pustý Mlýn (24 Häuser), 15 in Pocheň (6 Häuser) und 11 in Kolná (9 Häuser).

## Gemeindegliederung
Die Gemeinde Brumovice besteht aus den Ortsteilen Brumovice (Braunsdorf), Kolná (Jagdhase), Pocheň (Pochmühl), Pustý Mlýn (Wüstemühl), Skrochovice (Skrochowitz) und Úblo (Aubeln). Zu Brumovice gehören zudem die Einschichten Brumovický Mlýn (Braunsdorfer Mühle) und Skrochovický Mlýn (Skrochowitzer Mühle).
Das Gemeindegebiet gliedert sich in die Katastralbezirke Brumovice u Opavy (1719 ha), Skrochovice (256 ha) und Úblo (559 ha).

## Sehenswürdigkeiten
- Kirche Mariä Geburt in Brumovice, erbaut 1783–1784 an Stelle der alten Kirche, von der nur der 1709 errichtete Turm erhalten blieb.
- Fünf Wegkapellen
- Schulhaus, erbaut 1898
- St.-Florians-Brunnen, vor der Feuerwache
- Kriegerdenkmal, renoviert 2007
- Burgruine Vartnov (Wartnau) in Pocheň
- Glockenturm in Pocheň
- Stausee Pocheň an der Čižina
- Kirche der Geburt des hl. Johannes des Täufers in Skrochovice
- Kirche des Erlösers in Úblo
- Goethe-Gedenkstein bei Úblo, errichtet 1932

## Söhne und Töchter der Gemeinde
- Johann Fuchs (1837–1916), österreichischer Arzt und Politiker
- Ernst Trull (1861–1918), deutscher Lyriker und Romanautor, geboren in Aubeln
- Robert Lehmann (1910–1973), SS-Hauptsturmführer, geboren in Aubeln
- Ingrid Hudabiunigg (* 1942), deutsche Germanistin und Anglistin, geboren in Skrochowitz